# Half-Life: Alyx
Half-Life: Alyx è un videogioco di genere sparatutto in prima persona creato e pubblicato da Valve Corporation esclusivamente per la realtà virtuale. Si tratta del primo capitolo della serie in oltre dodici anni, con il penultimo titolo, Half-Life 2: Episode Two, pubblicato nel 2007.

## Trama
Half-Life: Alyx si svolge cinque anni prima degli eventi di Half-Life 2.  Dopo che Alyx e suo padre il dott. Eli Vance vengono catturati dai Combine, il collega Russell salva Alyx e la avverte che Eli verrà trasportato a Nova Prospekt per un interrogatorio.  Alyx si avventura nella zona di quarantena fuori da City 17 per intercettare il treno che trasporta Eli. Lungo la strada, incontra un eccentrico Vortigaunt che allude a Eli Vance di subire una morte prematura in futuro.
Alyx fa deragliare il treno dopo essersi fatta strada attraverso la zona di quarantena, e il Vortigaunt salva Eli dalla caduta dal relitto. Eli avverte Alyx di aver appreso che i Combine stanno conservando una super-arma tenuta in un enorme "Vault" nella zona di quarantena mentre era sotto custodia. Indica ad Alyx di trovare il Vault e rubare il suo contenuto prima che i Combine possano trasferirlo in una posizione più sicura. Si avventura attraverso la zona di quarantena, scontrandosi con varie specie di alieni Xen e soldati Combine sulla sua strada per il Vault. Alyx è in grado di spegnere una centrale elettrica mantenendo il Vault a galla nel cielo, scoprendo che ogni stazione contiene un Vortigaunt schiavo costretto a incanalare la sua energia nel Vault. Il Vortigaunt salvato da Alyx promette che lui e la sua razza abbatteranno le rimanenti centrali elettriche.
Eli contatta Alyx e la avverte che il Vault non contiene un'arma; invece era una prigione costruita attorno a un complesso di appartamenti per contenere qualcosa scoperto dai Combine. Il Vault fu quindi fatto levitare nella zona deserta come misura estrema di contenimento. Alyx si avventura, ragionando che tutto ciò che è all'interno del Vault può aiutarli a combattere i Combine. Quando si avvicina al Vault, Alyx sente uno scienziato che insinua ai superiori Combine che il Vault contiene un sopravvissuto all'incidente di Black Mesa. Supponendo che questo sopravvissuto sia Gordon Freeman, Alyx punta a elaborare un piano di salvataggio e fa schiantare con successo il Vault a terra.
Salendo sul Vault, trova il complesso di appartamenti attorno al quale è stato costruito, sospeso in uno stato altamente surreale; camere da letto, cucine e soggiorni si sovrappongono l'uno sull'altro, e fenomeni fisici permeano l'intero edificio, apparentemente sotto l'influenza del disturbo spazio-temporale. Alyx naviga attraverso i contenuti surreali del Vault e scopre una cella di prigione avanzata al suo centro. Lo apre, aspettandosi di trovare Freeman. Tuttavia, rilascia invece il misterioso G-Man, estraendo se stesso e Alyx dal Vault.
Come ricompensa, G-Man offre i suoi servizi ad Alyx. Chiede che annulli l'invasione dalla Terra, ma G-Man sottolinea che questa richiesta contraddirebbe gli interessi dei suoi "datori di lavoro". Invece sottopone Alyx a un evento futuro e le offre la possibilità di cambiare l'esito della morte di Eli per mano del Combine Advisor alla fine di Half-Life 2: Episode Two. Alyx obbedisce, uccidendo il Consigliere e salvando suo padre. Il G-Man informa Alyx che si è dimostrata in grado di sostituire Freeman, di cui il G-Man è diventato insoddisfatto a causa della sua riluttanza a svolgere la sua missione. Il G-Man intrappola quindi Alyx in stasi e sparisce.
In una scena post-crediti ambientata dopo la distruzione del super-portale Combine in Episode Two, Gordon riacquista conoscenza nella base della Foresta Bianca della Resistenza. Eli è vivo e il Consigliere è morto, ma Alyx è scomparsa. Il robot domestico di Alyx, Dog, arriva sulla scena con il piede di porco di Gordon. Un Eli vendicativo dichiara la sua intenzione di uccidere il G-Man e passa il piede di porco a Gordon. Il G-Man guarda da lontano.

## Sviluppo
Il gioco entrò in piena fase di produzione nel 2016 con un team di sviluppo di circa 80 persone, il più grande nella storia dell'azienda. Dopo l'acquisizione da parte di Valve del team Campo Santo, anche quest'ultimo iniziò a partecipare alla creazione del prodotto. Allo sviluppo ha contribuito come designer Robin Walker, noto per aver ideato la serie di videogiochi Team Fortress, in particolare Team Fortress 2, anch'esso di Valve Corporation.
La scrittura di Half-Life: Alyx è di Jay Pinkerton, Sean Vanaman ed Erik Wolpaw. Marc Laidlaw, che ha scritto i primi titoli della serie, ha fornito consulenza.
In contrasto con gli altri capitoli della serie, che presentano un protagonista muto, il personaggio di Alyx Vance partecipa attivamente ai dialoghi durante l'esperienza di gioco. La doppiatrice di Alyx, Merle Dandridge, è stata sostituita in quanto gli sviluppatori cercavano una voce più giovane a causa dell'ambientazione prima degli eventi di Half-Life 2.
In merito al futuro del franchise Half-Life dopo Alyx, il designer Robin Walker ha dichiarato di vedere l'uscita del videogioco come "un ritorno a questo universo, non la sua fine".

## Fruizione
Half-Life: Alyx supporta i visori realtà virtuale compatibili con SteamVR, inclusi Valve Index, HTC Vive, Oculus Rift, Oculus Quest e tutti i visori Windows Mixed Reality. La fruizione è vincolata all'uso con i visori VR, in quanto il titolo è stato appositamente studiato per sfruttare tutte le potenzialità della realtà virtuale, inoltre Valve dichiarò che non vi sono piani per una versione "tradizionale" senza l'uso di visori VR. Half-Life: Alyx supporta le mod degli utenti tramite Steam Workshop.

## Accoglienza
Il trailer del videogioco ha ricevuto oltre dieci milioni di visualizzazioni nelle 24 ore successive alla pubblicazione. Nonostante i giudizi prevalentemente positivi riguardo all'uscita di un nuovo videogioco della serie Half-Life, sono state espresse perplessità riguardo all'esclusiva per i visori in realtà virtuale.
La critica specializzata ha accolto il videogioco con grande favore, esprimendo giudizi in punteggi pari a 9/10, 92/100 e 10/10. Il videogioco è stato indicato da alcuni recensori come la probabile killer app del mercato videoludico per la realtà virtuale. IGN, che ha dato al titolo un giudizio di 10/10, ha definito il prodotto "un capolavoro" dichiarando che il videogioco ha "introdotto un nuovo standard per i videogiochi VR per cui il resto del mercato livello dovrà lavorare molto tempo per raggiungere".
Half-Life: Alyx è stato nominato tra i giochi migliori del 2020 da diversi siti specializzati.